# Thimister

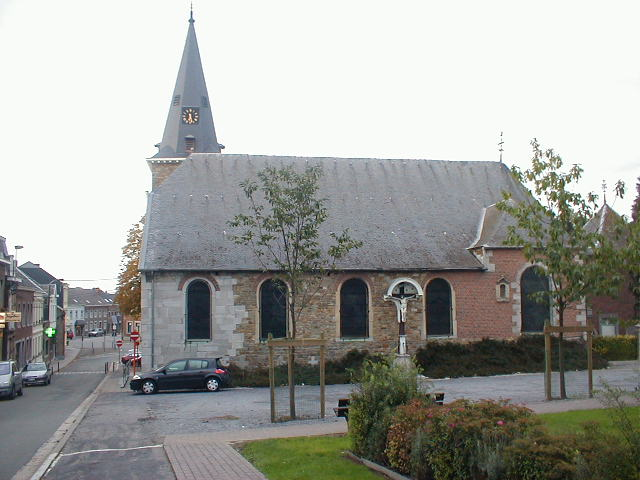
Sint-Antonius Kluizenaarkerk

Thimister is een plaats en deelgemeente van de Belgische gemeente Thimister-Clermont.
Thimister ligt in de provincie Luik. In de deelgemeente liggen ook de dorpen Elsaute en Froidthier (Freuter).

## Geschiedenis
Tot de opheffing van het hertogdom Limburg hoorde Thimister tot de Limburgse hoogbank Herve. Net als de rest van het hertogdom werd Thimister bij de annexatie van de Zuidelijke Nederlanden door de Franse Republiek in 1795 opgenomen in het toen gevormde departement Ourthe.
In dit dorp in de toenmalige grensstreek sneuvelde de eerste Belg Antoine-Adolphe Fonck tijdens de Eerste Wereldoorlog. Hij kwam om het leven tijdens een verkenning. Een monument voor hem bevindt zich aan de Chaussée Charlemagne.

## Demografische ontwikkeling
- Bronnen:NIS, Opm:1831 tot en met 1970=volkstellingen, 1976= inwoneraantal op 31 december

## Economie
Thimister was vanouds een landbouwdorp. Onder meer de Hervekaas werd hier vervaardigd. Ook de fruitteelt was van belang. In 1898 begon Joseph Ruwet met de productie van cider.

## Bezienswaardigheden
- Sint-Antonius Kluizenaarkerk
- Het Centre met tal van historische woonhuizen.

## Natuur en landschap
Thimister ligt in het Land van Herve, op een hoogte van ongeveer 270 meter. De omgeving wordt gekenmerkt door landbouw, maar ten zuiden van Thimister ligt een groot bedrijventerrein, Les Plénesses genaamd.

## Nabijgelegen kernen
Clermont, La Minerie, Battice, Dison
Deelgemeente: Clermont · Thimister

Overige kernen: Crawhez · Elsaute · Froidthier · La Minerie

Belgische gemeenten · arrondissement Verviers · provincie Luik · Wallonië